# Resolutie 1103 Veiligheidsraad Verenigde Naties
Resolutie 1103 van de Veiligheidsraad van de Verenigde Naties werd unaniem door de VN-Veiligheidsraad aangenomen op 31 maart 1997.

## Achtergrond
In 1980 overleed de Joegoslavische leider Tito, die decennialang de bindende kracht was geweest tussen de zes deelstaten van het land. Na zijn dood kende het nationalisme een sterke opmars, en in 1991 verklaarden verschillende deelstaten zich onafhankelijk. Zo ook Bosnië en Herzegovina, waar in 1992 een burgeroorlog ontstond tussen de Bosniakken, Kroaten en Serviërs. Deze oorlog, waarbij etnische zuiveringen plaatsvonden, ging door tot in 1995 vrede werd gesloten, vastgelegd in het Verdrag van Dayton. Hierop werd de NAVO-operatie IFOR gestuurd die de uitvoering ervan moest afdwingen. Die werd in 1996 vervangen door SFOR, die op zijn beurt in 2004 werd vervangen door de Europese operatie EUFOR Althea.

## Inhoud

### Waarnemingen
Het was noodzakelijk dat het raamakkoord voor vrede in Bosnië en Herzegovina werd uitgevoerd, en dan vooral de provisies inzake medewerking met het Joegoslavië-tribunaal. Op 14 februari had het arbitragetribunaal een uitspraak gedaan over het betwiste district Brčko tussen de twee deelstaten van Bosnië en Herzegovina. (dit werd in 2000 een condominium)

### Handelingen
De Veiligheidsraad autoriseerde de versterking van de VN-Missie in Bosnië en Herzegovina (UNMIBH) met 186 man politie en elf burgers. Alle partijen werden opgeroepen het vredesakkoord uit te voeren en samen te werken met de VN-politiemacht. Ten slotte was het belangrijk dat die UNIPTF samenwerkte met de SFOR; vooral in de regio Brčko.

## Verwante resoluties
- Resolutie 1088 Veiligheidsraad Verenigde Naties (1996)
- Resolutie 1093 Veiligheidsraad Verenigde Naties
- Resolutie 1104 Veiligheidsraad Verenigde Naties
- Resolutie 1105 Veiligheidsraad Verenigde Naties

Lijst ·  1093 ·  1094 ·  1095 ·  1096 ·  1097 ·  1098 ·  1099 ·  1100 ·  1101 ·  1102 ·  1103 ·  1104 ·  1105 ·  1106 ·  1107 ·  1108 ·  1109 ·  1110 ·  1111 ·  1112 ·  1113 ·  1114 ·  1115 ·  1116 ·  1117 ·  1118 ·  1119 ·  1120 ·  1121 ·  1122 ·  1123 ·  1124 ·  1125 ·  1126 ·  1127 ·  1128 ·  1129 ·  1130 ·  1131 ·  1132 ·  1133 ·  1134 ·  1135 ·  1136 ·  1137 ·  1138 ·  1139 ·  1140 ·  1141 ·  1142 ·  1143 ·  1144 ·  1145 ·  1146